# Steinach am Brenner
Pour les articles homonymes, voir Steinach.
Steinach am Brenner est une commune du District d'Innsbruck-Land, au Tyrol (Autriche) ; il s'agit aussi d'une station de sports d'hiver. Plus connu sous le nom de Steinach, le qualificatif am Brenner fut ajouté pour la différencier des autres municipalités germaniques du même nom. Sa station est connue pour son domaine skiable.
Il lui est arrivé d'accueillir des épreuves de coupe du monde de ski alpin.

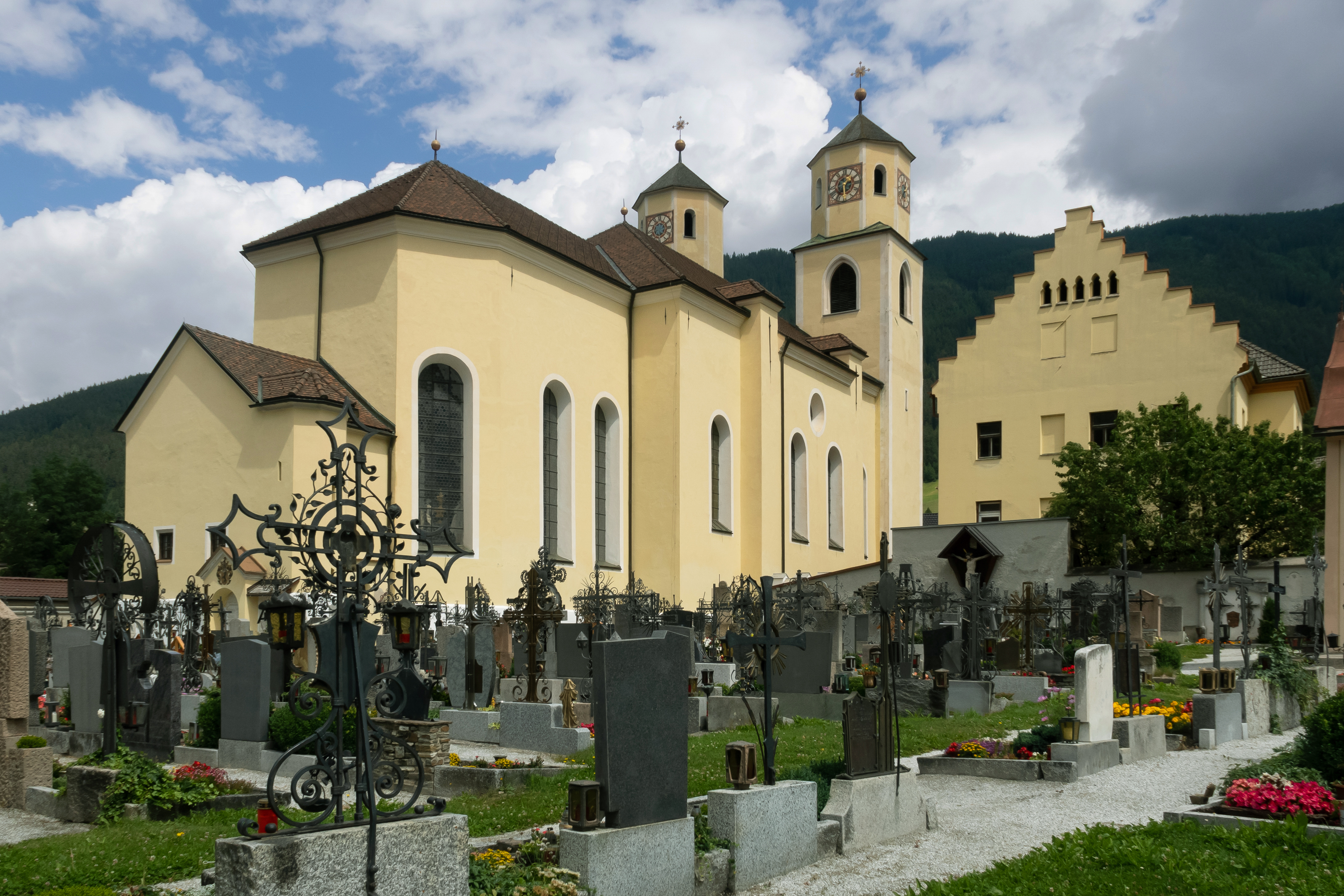
Steinach am Brenner, l'église: katholische Pfarrkirche Sankt Erasmus
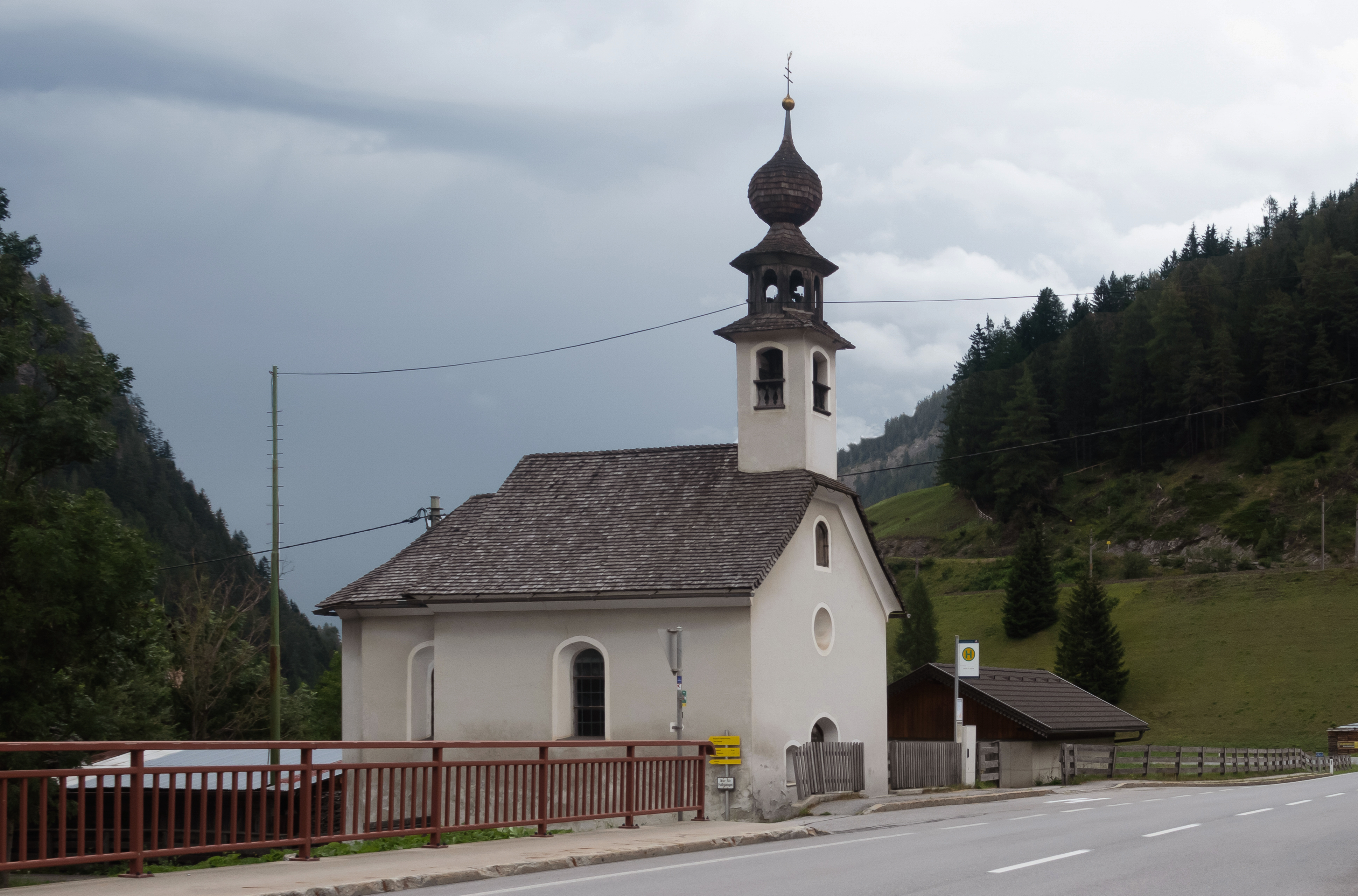
Stafflach, la chapelle: Kapelle Maria vom Guten Rat
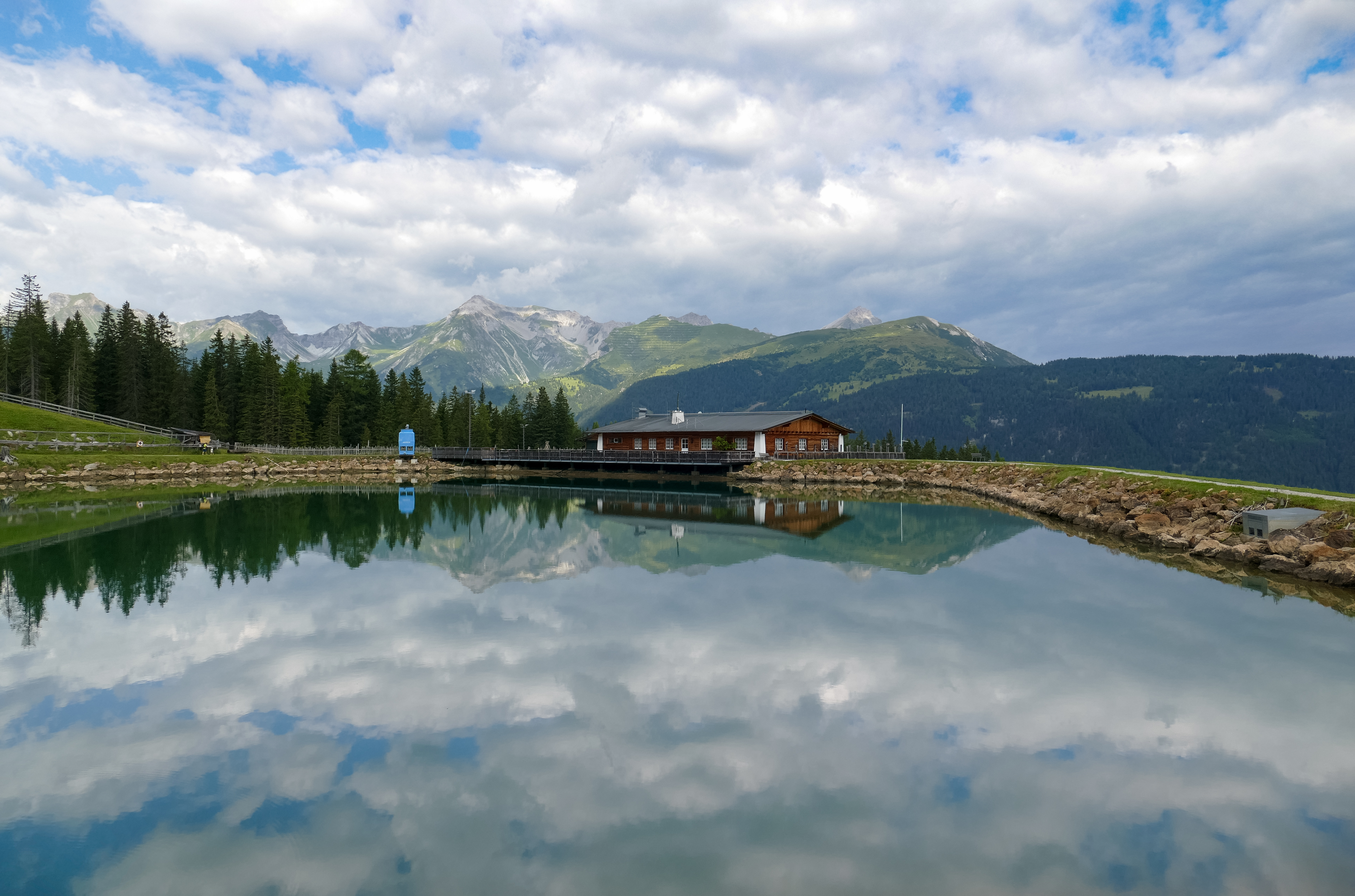
Bergeralm (de), avec sa réserve d'eau pour les canons à neige et un restaurant à l'arrière plan, à Steinach am Brenner. Aout 2021.

## Personnalités
- Georg Mader (1824-1881), peintre autrichien.